# Can Valls (Sant Vicenç de Montalt)
Can Valls és un jardí de Sant Vicenç de Montalt (Maresme) que forma part de l'Inventari del Patrimoni Arquitectònic de Catalunya.

## Descripció
Jardí de principis de segle xx. Hi hagué una actuació constructiva i de plantació cap al 1914. Consta que hi havia una gran arbreda, llac, espais lliures, espais equipats amb taules, etc. El seu caràcter és remarcable i és una de les poques mostres de jardins d'aquest període existents a la comarca.